# Zadok the Priest
Zadok the Priest (HWV 258) är en kröningshymn komponerat av Georg Friedrich Händel till texter ur första Kungaboken 1:38-40. Den är en av de fyra hymner som Händel komponerade till kröningen av Georg II av Storbritannien 1727 och det har sjungits vid varje kröning av en brittisk monark sedan dess. Det framförs vanligen vid monarkens smörjelse.
I den då gällande bibelöversättningen lyder strofen:
Zadok the Priest, and Nathan the Prophet anointed Solomon King.
And all the people rejoiced, and said:
God save the King! Long live the King!
May the King live for ever,
Amen, Alleluia.

## Övrigt
Tony Britten hämtade inspiration från kröningshymnen när han 1992 fick i uppdrag att skriva hymnen för Uefa Champions League, och återanvände bl.a. öppningsnoterna i originalstycket som han sedan vidareutvecklade till ett eget verk.